# .44スペシャル弾
.44スペシャル弾（44スペシャルだん）は、スミス&ウェッソン社がリボルバー向けに開発した大口径のセンターファイア方式の拳銃用弾薬である。メートル法での表記は11.2x29mmR弾である。

## 概要
当初は1907年に発売されたS&W Mニュー・センチュリーで使用する弾薬として同社の.44 S&Wロシアン弾をベースに薬莢長が延長されており、発射薬には黒色火薬が装填されていた。
その後、圧縮黒色火薬に改良され、現在製造、販売されているものは無煙火薬が装填されている。

## 特徴
.44口径（11.2mm）もの大口径弾薬でありながら、パワー、弾道特性のバランスが良く、射撃競技等においても良好な命中精度を示すことから、S&W社のみならず、コルト社やブラジルのトーラス社、ロッシ社等もこの弾薬を使用するリボルバーを開発した。
その後、S&W社とレミントン社の共同で本弾薬をベースに薬莢長を更に延長した.44レミントン・マグナム弾が1950年代に開発されたが、それによって本弾薬は.44マグナム弾と比較しての威力の低さから影の薄い存在となってしまい、店頭へ行っても.44マグナム弾はロシア製の安価な物等、幅広い所から発売されているのに対し、.44スペシャル弾は売ってない所か、売っていたとしても高価な純正弾ぐらいな場合もあるという
。